# Луций Марий Перпетв (консул 237 года)
Луций Марий Перпетв (лат. Lucius Marius Perpetuus) — римский политический деятель и сенатор первой половины III века.

## Биография
Предполагается, что консул 223 года и историк Луций Марий Максим Перпетв Аврелиан был его отцом или дядей, а консул 232 года Луций Марий Максим — братом или кузеном. Отцом Луция считают консула-суффекта Луция Мария Перпетва.
О карьере Луция Мария Перпетва известно только лишь то, что в 237 году он занимал должность ординарного консула. Его коллегой по консулату был Луций Муммий Феликс Корнелиан.